# Marko Bussian
Marko Bussian (* 20. Dezember 1970) ist ein deutscher Musiker, Komponist, Tonmeister und Produzent, der vor allem im Genre der elektronischen Deep House und Chillout-Musik tätig ist.

## Leben und Karriere
Marko Bussian studierte von 1992 bis 1995 an der Universität für Musik und Darstellende Kunst in Wien und graduierte als Tonmeister.
In dieser Zeit arbeitete und komponierte er für verschiedene Theater und Musicals sowie für das Kunstradio beim österreichischen Radiosender ORF. Er nahm klassische Orchester auf wie z. B. das Wiener Jeunesse Orchester und Komponisten wie Francis Burt und Kurt Schwertzigk. Ab 1995 arbeitete er in Frankfurt am Main bei Fundemental Music, kreierte dort Musik und Sounddesign für internationale audiovisuelle Medienproduktionen bei Pro 7, ZDF für Kunden wie Mercedes-Benz, BMW Mini Cooper, Porsche etc.
1997 gründete Marko Bussian mit Nelson Machado die Band Glissando Bros. und veröffentlichte mit A Great Gift Anytime eine der ersten Deep-House-Platten Deutschlands. Glissando Bros. ist die erste deutsche Deep House Band, die live auf der Hauptbühne des Sonar Festivals 2001 in Barcelona spielte. Ab 2001 begann er mit vier Frankfurter Studiomusikern die Deep-House-Live-Band Silicon Funk. Seit 2002 lebt er auf Ibiza, betreibt dort sein Produktionsstudio insbesondere im Genre der elektronischen Chillout-Musik u. a. für Releases auf Cafe del Mar und Ministry of Sound. Marko Bussian war u. a. auch musikalischer Direktor des Ibiza-Spirit-Festivals. Er gründete mit Jean Charles Vandermynsbrugge die Chill-Out-Band Fous de la Mer, die seither regelmäßig in den Chillout-Charts vertreten ist. Fous De La Mer veröffentlichte 7 LPs und wurde auf mehr als 100 Compilations veröffentlicht. 2005 produzierte Marko Bussian mit Wolfgang Filz La.Mia.Bocca im Enigma Studio auf Ibiza. La.Mia.Bocca ist das erste Crossover aus ChillOut, Electronica und klassischen Oper-Arien, gesungen von Olivia Safe. Es wurde auf Klassikradio Deutschland und Pacha Recordings Ibiza veröffentlicht und von Jean-Claude Ades und Trick & Kubic geremixt.
2006 bis 2009 produzierte er gemeinsam mit Bob Arnz und Wolfgang Filz mehrere Alben der Künstlerin LaFee, mit der sie drei ECHOs gewannen. Die Alben LaFee und Jetzt erst recht erreichten jeweils Platz 1 in den Charts von Deutschland und Österreich. Die Produktion von LaFee wurde mit 6fach Gold und 2fach Platin ausgezeichnet.
2020 gründete Marko Bussian gemeinsam mit dem Gong-Meister Konstantin Jagoulis die Band The Constellation. The Constellation verbindet Elemente der elektronischen Musik mit den symphonischen Planeten-Gongs. Dabei ist jeder Sound komponiert und gestimmt in Planetentönen, die auf den Berechnungen des Schweizer Mathematikers Hans Cousto basieren. Ihr Debütkonzert gaben sie auf dem Ibiza Light Festival 2022 in Dalt Vila.

## Diskografie

### Glissando Bros.
- A Great Gift Anytime (STIR15 Recordings 2000)

### Silicon Funk
- Silicon Funked (Confu Records / Intergroove 2005)

### La.Mia.Bocca
- The Journey (Pacha Recordings, 2009)

### Fous De La Mer
- Stars and Fishes (Elektrolux 2004)
- Ultramar (Elektrolux 2006)
- Ipanema (Elektrolux 2008)
- Regatta de Bleu (Elux Records, 2011)
- Unreleased & Remixed Vol. 1 (Elux Records, 2012)
- Unreleased & Remixed Vol. 2 (Elux Records, 2012)
- Cinq (Elux Records, 2013)
- From Rio With Love (Elux Records, 2015)
- Musiques Por Films (Elux Records 2016)

### LaFee (Produktion mit Bob Arnz und Wolfgang Filz)
- LaFee (Album, EMI, Capitol Music 2006)
- Jetzt Erst Recht (Album, EMI, Capitol Music 2007)
- Shut Up (Album, EMI, 2008)
- Ring frei (Album, EMI, Capitol Music 2009)

## Auszeichnungen
- 3 ECHOs
- 6fach Gold
- 2fach Platin